# Helmut Standfuß
Helmut Standfuß (* ca. 1940) ist ein ehemaliger deutscher Badmintonspieler.

## Sportliche Karriere
Helmut Standfuß ist einer der Pioniere des ostdeutschen Badminton-Sports. 1961 gewann er bei den zweiten DDR-Mannschaftsmeisterschaften mit dem Team von Post Berlin die Goldmedaille. Im selben Jahr komplettierte er seinen Medaillensatz mit Silber im Mixed und Bronze im Doppel. In den drei Folgejahren reichte es für das Team der Hauptstädter dann nur noch zu Mannschafts-Silber. Nach langer Pause meldete sich Standfuß 1977 bei den DDR-Seniorenmeisterschaften zurück. Bis 1990 gewann er bei den Seniorenveranstaltungen 25 weitere Medaillen.
Helmut Standfuß lebt auch heute noch in Berlin.

## Sportliche Erfolge
| Veranstaltung                    | Saison    | Disziplin    | Platz | Name |
| -------------------------------- | --------- | ------------ | ----- | --- |
| DDR-Mannschaftsmeisterschaft     | 1960/1961 | Mannschaft   | 1     | Post Berlin (Helmut Standfuß, Günter Beier, Detlef Paul, Karl Beier, Ullrich Dücker, Uwe Trettin, Elke Trettin, Ruth Preuß)                            |
| DDR-Einzelmeisterschaft          | 1960/1961 | Herrendoppel | 3     | Helmut Standfuß / Günther Beier (Post Berlin) |
| DDR-Einzelmeisterschaft          | 1960/1961 | Mixed        | 2     | Helmut Standfuß / Ruth Preuß (Post Berlin) |
| DDR-Mannschaftsmeisterschaft     | 1961/1962 | Mannschaft   | 2     | Post Berlin (Helmut Standfuß, Hartmut Münch, Uwe Trettin, Günter Beier, Karl Beier, Detlef Paul, Gisela Müller, Ruth Preuß)                            |
| Silberner Federball              | 1962      | Mixed        | 1     | Helmut Standfuß / Ruth Preuß (Post Berlin) |
| DDR-Einzelmeisterschaft          | 1962/1963 | Mixed        | 2     | Helmut Standfuß / Ruth Preuß (Post Berlin) |
| DDR-Mannschaftsmeisterschaft     | 1962/1963 | Mannschaft   | 2     | Post Berlin (Helmut Standfuß, Günter Beier, Uwe Trettin, Hartmut Münch, Klaus Basdorf, Peter, Gisela Müller, Gaby Stiegel, Ruth Preuß, Gitte Standfuß) |
| DDR-Mannschaftsmeisterschaft     | 1963/1964 | Mannschaft   | 2     | Post Berlin (Klaus Basdorf, Hartmut Münch, Günter Beier, Detlef Paul, Lorenz, Werner Zock, Ruth Preuß, Jutta Benzmann, Gisela Müller, Gitte Standfuß)  |
| DDR-Seniorenmeisterschaft AK I   | 1976/1977 | Herreneinzel | 2     | Helmut Standfuß (Post Berlin) |
| DDR-Seniorenmeisterschaft AK I   | 1977/1978 | Herrendoppel | 1     | Günter Leschke / Helmut Standfuß (Post Berlin) |
| DDR-Seniorenmeisterschaft AK I   | 1978/1979 | Mixed        | 3     | Helmut Standfuß / Gitti Standfuß (Post Berlin) |
| DDR-Seniorenmeisterschaft AK I   | 1978/1979 | Herrendoppel | 1     | Günter Leschke / Helmut Standfuß (Post Berlin) |
| DDR-Seniorenmeisterschaft AK I   | 1980/1981 | Herreneinzel | 3     | Standfuß (Post Berlin) |
| DDR-Seniorenmeisterschaft AK II  | 1981/1982 | Herreneinzel | 3     | Helmut Standfuß (Post Berlin) |
| DDR-Seniorenmeisterschaft AK II  | 1981/1982 | Mixed        | 1     | Helmut Standfuß / Roswitha Greiner (Post Berlin) |
| DDR-Seniorenmeisterschaft AK II  | 1982/1983 | Mixed        | 1     | Helmut Standfuß / Roswitha Greiner (Post Berlin) |
| DDR-Seniorenmeisterschaft AK II  | 1982/1983 | Herreneinzel | 3     | Helmut Standfuß (Post Berlin) |
| DDR-Seniorenmeisterschaft AK II  | 1983/1984 | Mixed        | 3     | Helmut Standfuß / Roswitha Greiner (Post Berlin) |
| DDR-Seniorenmeisterschaft AK II  | 1983/1984 | Herrendoppel | 1     | Helmut Standfuß / Günter Leschke (Post Berlin) |
| DDR-Seniorenmeisterschaft AK II  | 1983/1984 | Herreneinzel | 3     | Helmut Standfuß (Post Berlin) |
| DDR-Seniorenmeisterschaft AK II  | 1984/1985 | Herrendoppel | 1     | Günter Leschke / Helmut Standfuß (Post Berlin) |
| DDR-Seniorenmeisterschaft AK II  | 1984/1985 | Mixed        | 2     | Helmut Standfuß / Roswitha Greiner (Post Berlin) |
| DDR-Seniorenmeisterschaft AK II  | 1984/1985 | Herreneinzel | 2     | Helmut Standfuß (Post Berlin) |
| DDR-Seniorenmeisterschaft AK II  | 1985/1986 | Herrendoppel | 3     | Günter Leschke / Helmut Standfuß (Post Berlin) |
| DDR-Seniorenmeisterschaft AK II  | 1985/1986 | Mixed        | 2     | Helmut Standfuß / Roswitha Greiner (Post Berlin) |
| DDR-Seniorenmeisterschaft AK II  | 1986/1987 | Mixed        | 3     | Helmut Standfuß / Monika Krohn (Post Berlin / Aktivist Mittenwalde)                                                                                    |
| DDR-Seniorenmeisterschaft AK II  | 1987/1988 | Herrendoppel | 3     | Axel Rau / Helmut Standfuß (Post Berlin) |
| DDR-Seniorenmeisterschaft AK II  | 1988/1989 | Mixed        | 3     | Helmut Standfuß / Roswitha Greiner (Post Berlin) |
| DDR-Seniorenmeisterschaft AK III | 1989/1990 | Herrendoppel | 3     | Helmut Standfuß / Peter Dolniczek (Post Berlin / Magdeburg)                                                                                            |
| DDR-Seniorenmeisterschaft AK III | 1989/1990 | Mixed        | 1     | Helmut Standfuß / Roswitha Greiner (Post Berlin) |
| DDR-Seniorenmeisterschaft AK III | 1989/1990 | Herreneinzel | 3     | Helmut Standfuß (Post Berlin) |